# Xenopus muelleri
Espèce
Synonymes
- Dactylethra muelleri Peters, 1844

Statut de conservation UICN

 LC  : Préoccupation mineure
Xenopus muelleri est une espèce d'amphibiens de la famille des Pipidae.

## Répartition
Cette espèce est endémique d'Afrique. Elle se rencontre en trois population distinctes, :
- une dans le nord-est du Tchad ;
- une dans le Centre de l'Afrique ;
- une dans le Centre-Sud-Est de l'Afrique.

## Étymologie
Cette espèce est nommée en l'honneur de Johannes Peter Müller.

## Publication originale
- Peters, 1844 : Über einige neue Fische und Amphibien aus Angola und Mozambique. Bericht über die zur Bekanntmachung geeigneten Verhandlungen der Königlich Preußischen Akademie der Wissenschaften zu Berlin, vol. 1844, p. 32-37 (texte intégral).